# The Party (Alexia)
The Party è il secondo album in studio della cantante Alexia, pubblicato nel 1998.

## Descrizione
L'album contiene 13 tracce tra cui i due singoli più gettonati dell'estate 1998 ovvero Gimme Love e The Music I Like, mentre il terzo singolo promozionale è stato Keep On Movin'.
L'album si aggiudica numerosi dischi d'oro e di platino con le sue oltre 500 000 copie vendute.
Gimme Love è stato il primo singolo promozionale che ha venduto da solo oltre 100 000 copie. Tale successo è arrivato anche in Inghilterra, entrando direttamente nella classifica inglese all'ottavo posto. Della canzone sono stati girati due video, tra cui uno solo per il mercato inglese in versione remix.
Inoltre per il mercato spagnolo è stato registrato il brano sotto il nome di Dame Amor sempre contenuto nell'album.
L'album contiene inoltre un bonus track: una delle tante versioni remixate della nota Uh la la la.

## Tracce
Testi di Alessia Aquilani, musiche di Roberto Zanetti, eccetto dove indicato.
1. Keep On Movin'
2. Gimme Love
3. Bad Boy
4. The Music I like
5. Crazy for You (Alessia Aquilani - Andrea De Antoni, Francesco Alberti)
6. Claro de luna
7. Everything
8. Feelings (Alessia Aquilani - Andrea De Antoni, Francesco Alberti)
9. Every Day (Andrea Fascetti)
10. I Love My Boy
11. Don't Love Me Baby
12. If You Say Goodbye (Andrea Fascetti)
13. Dame amor
14. Bonus Track: Uh la la la (almighty edit)
15. Number one (Club mix) (Alfredo Pignagnoli - Giorgio Spagna, Ivana Spagna)

## RemixGimme Love
Si attestano oltre 15 remix tutti diversi tra cui:
- Gimme Love (Radio Version)
- Gimme Love (Club Short Edit)
- Gimme Love (DE.LA.NO. Short Edit)
- Gimme Love (Rain Mix)
- Gimme Love (Radio Long Version)
- Gimme Love (Club Version)
- Gimme Love (DE.LA.NO. Extended Version)

## RemixThe Music I Like
Si attestano oltre 20 remix tutti diversi tra cui:
- The Music I Like (Radio Version)
- The Music I Like (Extended Version)
- The Music I Like (Rob Club Mix)
- The Music I Like (Extended PM Project In Ibiza)
- The Music I Like (D-Bop's Thank You For The Music Mix)

## Classifiche
| Classifica (1998) | Posizione massima |
| ----------------- | ----------------- |
| Finlandia         | 9                 |
| Italia            | 17                |
| Regno Unito       | 97                |